# Escudo de Villalmanzo

Escudo de Villalmanzo.

El escudo de la villa de Villalmanzo posee la siguiente descripción heráldica:
El diseño del escudo consta del castillo de Castilla, flanqueado de espada de oro y de rollo de pergamino, también de oro, con sello pendiente. Completa el campo superior una estrella de ocho puntas de oro, todo sobre un fondo rojo carmesí, color tradicional de Castilla. Segundo campo en oro, con una cepa cargada de racimos de sable y de hojas de sinople. En la parte superior la corona real cerrada.
El escudo recoge la condición castellana de Villalmanzo, el recuerdo de la espada del fundador repoblador y el documento foral otorgado por Alfonso VII, además de la cepa cascajuela característica del pueblo. La corona real simboliza al reino de España, y la estrella de ocho puntas representa a Tordable (núcleo de población perteneciente a Villalmanzo).
El actual escudo está basado en un estudio realizado por el Cronista Oficial de la Provincia de Burgos, Fray Valentín de la Cruz. Anteriormente existía otro escudo municipal, consistente en una vid cargada de racimos, que sirvió durante algunas décadas del siglo XIX y del XX.